# Gemeinderats- und Bürgermeisterwahl in Innsbruck 2018
- ALI: 1
- GRÜNE: 10
- SPÖ: 4
- FRITZ: 1
- NEOS: 2
- GERECHT: 1
- FI: 7
- TSB: 1
- ÖVP: 5
- FPÖ: 8

Die Gemeinderats- und Bürgermeisterwahl in Innsbruck 2018 hat am 22. April 2018 stattgefunden. Zuletzt fand 2012 eine Wahl des Gemeinderats in Innsbruck in Österreich statt.
Für die Gemeinderatswahl hatten bis zum Einreichschluss am 23. März 2018 zwölf Listen (FI, ÖVP, SPÖ, Grüne, FPÖ, NEOS, Liste Fritz, ALi, Gerechtes Innsbruck, Bürgerinitiativen Innsbruck, Seniorenbund und Inn-Piraten) eine Kandidatur eingereicht, für die Bürgermeisterwahl reichten neun Listen (ÖVP, FI, SPÖ, Grüne, FPÖ, NEOS, Liste Fritz, Gerechtes Innsbruck und Inn-Piraten) eine Kandidatur ein.

## Ergebnisse
| Liste   | Stimmen gesamt | Prozent | Mandate |
| ------- | -------------- | ------- | ------- |
| ÖVP     | 6.230          | 12,17 % | 5       |
| FI      | 8.270          | 16,15 % | 7       |
| Grüne   | 12.371         | 24,16 % | 10      |
| SPÖ     | 5.286          | 10,32 % | 4       |
| FPÖ     | 9.505          | 18,56 % | 8       |
| PIRAT   | 201            | 0,39 %  | 0       |
| TSB     | 1.392          | 2,72 %  | 1       |
| GERECHT | 1.586          | 3,10 %  | 1       |
| ALI     | 1.220          | 2,38 %  | 1       |
| BI      | 1.063          | 2,08 %  | 0       |
| FRITZ   | 1.652          | 3,23 %  | 1       |
| NEOS    | 2.423          | 4,73 %  | 2       |
| Gesamt  | 51.199         | 100%    | 40      |

| Parteien                         | Sitze |
| -------------------------------- | ----- |
| Absolute Mehrheit (ab 21 Sitzen) |       |
| Grüne, FI, ÖVP, SPÖ              | 26    |
| GRÜNE, FI, ÖVP                   | 22    |
| GRÜNE, FI, SPÖ                   | 21    |
| Sitze gesamt                     | 40    |

## Umfragen
Auf die Frage, welche Partei beziehungsweise welchen Bürgermeister die Innsbrucker wählen würden, wäre am kommenden Sonntag Gemeinderats- und Bürgermeisterwahl, antworteten die Befragten wie folgt:

### Sonntagsfrage
(Hinweis: Die statistische Schwankungsbreite (Abweichung) beträgt zwischen 3 und 5 Prozent.)
| Institut              | Datum      | ÖVP  | FI   | GRÜNE | SPÖ  | FLRF | FPÖ  | PIRAT | TSB | FRITZ | NEOS | Sonstige |
| --------------------- | ---------- | ---- | ---- | ----- | ---- | ---- | ---- | ----- | --- | ----- | ---- | -------- |
| GMK                   | 07.04.2018 | 16   | 16   | 22    | 13   | -    | 20   | -     | -   | 4     | 4    | 5        |
| Tiroler Tageszeitung  | 02.09.2017 | 15   | 15   | 28    | 13   | -    | 16   | -     | 2   | -     | 6    | 5        |
| IMAD                  | 10.04.2017 | 13.7 | 15.4 | 28.2  | 11.6 | -    | 16.2 | -     | 3.7 | -     | 7.1  | 3.7      |
| Universität Innsbruck | 28.11.2016 | 14.1 | 14.1 | 30.2  | 10.3 | -    | 19.5 | -     | -   | -     | -    | 11.8     |
| Universität Innsbruck | 28.04.2016 | 15.7 | 15.6 | 29.8  | 12.8 | -    | 14.8 | 1.2   | 3.8 | -     | -    | 6.3      |
| Universität Innsbruck | 19.06.2015 | 19.9 | 21.0 | 27.5  | 10.1 | 2.9  | 9.4  | -     | -   | -     | -    | 8.8      |

| Institut              | Datum      | Franz Gruber | Christine Oppitz-Plörer | Georg Willi | Rudi Federspiel | Sonstige |
| --------------------- | ---------- | ------------ | ----------------------- | ----------- | --------------- | -------- |
| GMK                   | 07.04.2018 | 11           | 26                      | 26          | 24.0            | 8        |
| SORA                  | 14.02.2018 | 14           | 28                      | 26          | 24              | 8        |
| Universität Innsbruck | 28.11.2016 | -            | 33.1                    | 40.1        | 12.0            | 14.8     |
| Universität Innsbruck | 19.06.2015 | 15.3         | 21.0                    | 18.6        | 9.5             | 36.6     |

## Bürgermeisterwahl 2018
Am 22. April 2018 fand ebenfalls die Wahl des Bürgermeisters der Landeshauptstadt Innsbruck statt.
Im ersten Wahlgang traten Christine Oppitz-Plörer (FI), Georg Willi (GRÜNE), Rudi Federspiel (FPÖ), Franz Xaver Gruber (ÖVP), Irene Heisz (SPÖ), Heinrich Stemeseder (Inn-Piraten), Gerald Depaoli (Gerechtes Innsbruck), Thomas Mayer (FRITZ) sowie Dagmar Margit Klingler-Newesely (NEOS) gegeneinander an.
Die beiden Kandidaten mit den meisten Stimmen, Oppitz-Plörer und Willi, kamen in die Stichwahl, die am 6. Mai 2018 stattfand. Diese gewann der grüne Kandidat Georg Willi mit 52,9 % gegen die amtierende Bürgermeisterin Christine Oppitz-Plörer von der Liste Für Innsbruck, welcher damit erster grüner Bürgermeister einer österreichischen Landeshauptstadt wurde. Am 24. Mai 2018 wurde Georg Willi von Landeshauptmann Günther Platter in der konstituierenden Sitzung des Innsbrucker Gemeinderates als Bürgermeister angelobt.